# Пожардье
Пожардье (бел. Пажардзе) — деревня в Браславском районе Витебской области Беларуси. Входит в состав Тетерковского сельсовета.

## География
Деревня находится в западной части Витебской области, при автодороге Н-2122, на расстоянии приблизительно 21 километра (по прямой) к юго-востоку от города Браслав, административного центра района. Абсолютная высота — 137 метров над уровнем моря. Площадь населённого пункта — 0,0063 км².

## История
По состоянию на 1905 год, в деревне проживало 44 человека (22 мужчины и 22 женщины). В административном отношении входила в состав Иодской волости Дисненского уезда Виленской губернии.
В 1921 году входила в состав гмины Йоды Дисенского повета Виленского воеводства Второй Польской республики. Числилось 50 жителей (29 мужчин и 21 женщина), проживавших в 4 домах. В этническом составе населения того периода поляки составляли 100 %. В конфессиональном составе населения преобладали католики (62 %), также были представлены православные христиане (38 %).
До 16 сентября 1960 года деревня входила в состав Иодского сельсовета Шарковщинского района.

## Население
По данным переписи 2019 года, постоянное население в деревне отсутствовало.
| Год  | Население, человек |
| ---- | ------------------ |
| 1905 | 44                 |
| 1921 | ↗ 50               |
| 2009 | ↘ 0                |
| 2019 | → 0                |